# Дослідження космосу
Дослідження космосу — відкриття та розвідка космічного простору за допомогою космічних технологій. Фізичні дослідження космосу ведуться як за допомогою пілотованих космічних польотів, так і автоматичних космічних апаратів.
Технічному дослідженню космосу передував розвиток астрономії та створення великих й відносно ефективних ракет на початку XX століття. Освоєння космосу було одним з напрямків суперництва між СРСР та США в холодній війні. Початком епохи освоєння космосу можна вважати запуск першого штучного супутника Землі — «Супутник-1», запущеного Радянським Союзом 4 жовтня 1957 року. Радянська космічна програма була на передових позиціях перше десятиліття дослідження космосу — до американської місії «Аполлон-11» з пілотованою посадкою на Місяць (1969).

## Історія (до 1945 року)
23 березня 1881 року Микола Кибальчич, перебуваючи в ув'язненні, висунув ідею ракетного літального апарата зі змінним вектором тяги, що мало бути реалізовано за допомогою похилої камери згоряння. За декілька днів до страти Кибальчич розробив оригінальний проєкт літального апарата, що був здатен здійснювати космічні перельоти. Його прохання про передання рукопису в Академію наук слідчою комісією не було задоволене, проєкт був уперше опублікований лише у 1918 році в журналі «Былое».

Роберт Ґоддард зі своєю першою ракетою

Російський вчений Костянтин Ціолковський був одним із перших, хто висунув ідею про використання ракет для космічних польотів. Ракету для міжпланетних сполучень він спроєктував у 1903 році. Формула Ціолковського, що визначає швидкість, яку розвиває літальний апарат під впливом тяги ракетного двигуна, сьогодні становить важливу частину математичного апарату, що використовується при проєктуванні ракет, зокрема при визначенні їх основних масових характеристик.
Німецький вчений Герман Оберт в 1920-х роках також розробив принципи міжпланетного польоту.
Американський вчений Роберт Ґоддард у 1923 році почав розробляти рідинний ракетний двигун, працюючий прототип був створений до кінця 1925 року. 16 березня 1926 року він здійснив запуск першої рідинної ракети, де як паливо використовувалися бензин та рідкий кисень.
Роботи Ціолковського, Оберта та Годдарда були продовжені групами ентузіастів ракетної техніки в США, СРСР та Німеччині. В СРСР дослідні роботи вели Група вивчення реактивного руху (Москва) та Газодинамічна лабораторія (Ленінград). У 1933 році на їх базі було створено Реактивний інститут (РНДІ).
У Німеччині подібні роботи вело Німецьке товариство міжпланетних сполучень (VfR). 14 березня 1931 року член VfR Йоганнес Вінклер здійснив перший у Європі вдалий запуск рідинної ракети. У VfR працював і Вернер фон Браун, який з грудня 1932 року почав розробку ракетних двигунів на артилерійському полігоні німецької армії в Куммерсдорфі. Після приходу нацистів до влади в Німеччині були виділені кошти на розробку ракетної зброї, і навесні 1936 року була схвалена програма будівництва ракетного центру в Пенемюнде, технічним директором якого був призначений фон Браун. У ньому була розроблена балістична ракета А-4 з дальністю польоту 320 км. 3 жовтня 1942 року, під час Другої світової війни, відбувся перший успішний запуск цієї ракети, а в 1944 році почалося її бойове застосування під назвою «Фау-2». У червні 1944 року ракета «Фау-2» стала першим зробленим людиною об'єктом у космосі, досягнувши в суборбітальному польоті висоти 176 км.
Військове застосування «Фау-2» продемонструвало величезні можливості ракетної техніки, і найбільш потужні післявоєнні держави — США та СРСР — почали розробку балістичних ракет на основі трофейних німецьких технологій із залученням полонених німецьких інженерів.

## Польоти у космос
У 1957 році під керівництвом Сергія Корольова була створена перша у світі міжконтинентальна балістична ракета Р-7, яка в тому ж році була використана для запуску першого у світі штучного супутника Землі.
- 4 жовтня 1957 року — запуск першого штучного супутника Землі «Супутник-1».
- 3 листопада 1957 року — запуск другого штучного супутника Землі «Супутник-2», що вперше вивів у космос живу істоту — собаку Лайку.
- 19 серпня 1960 року — здійснений перший в історії орбітальний політ у космос живих істот з успішним поверненням на Землю. На кораблі «Супутник-5» цей політ здійснили собаки Білка та Стрілка.
- 30 жовтня 1967 року — проведене перше стикування двох безпілотних космічних апаратів «Космос-186[ru]» та «Космос-188[ru]».
- 15 вересня 1968 року — перше повернення космічного апарата («Зонд-5[ru]») на Землю після обльоту Місяця. На борту перебували живі істоти: черепахи, плодові мухи, черв'яки, рослини, насіння, бактерії.
- 16 січня 1969 року — проведене перше стикування двох пілотованих космічних кораблів «Союз-4» та «Союз-5».
- 19 квітня 1971 року — запуск першої орбітальної станції «Салют-1».
- 3 березня 1972 року — запуск першого апарата, що залишив згодом межі Сонячної системи, — «Піонер-10».
- 12 квітня 1981 року — перший політ багаторазового транспортного космічного корабля «Колумбія».
- 20 лютого 1986 року — виведення на орбіту базового модуля орбітальної станції «Мир».
- 15 листопада 1988 року — перший і єдиний космічний політ ККБВ «Буран» в автоматичному режимі.
- 20 листопада 1998 року — запуск першого блоку «Заря» Міжнародної космічної станції.

## Польоти людини в космос

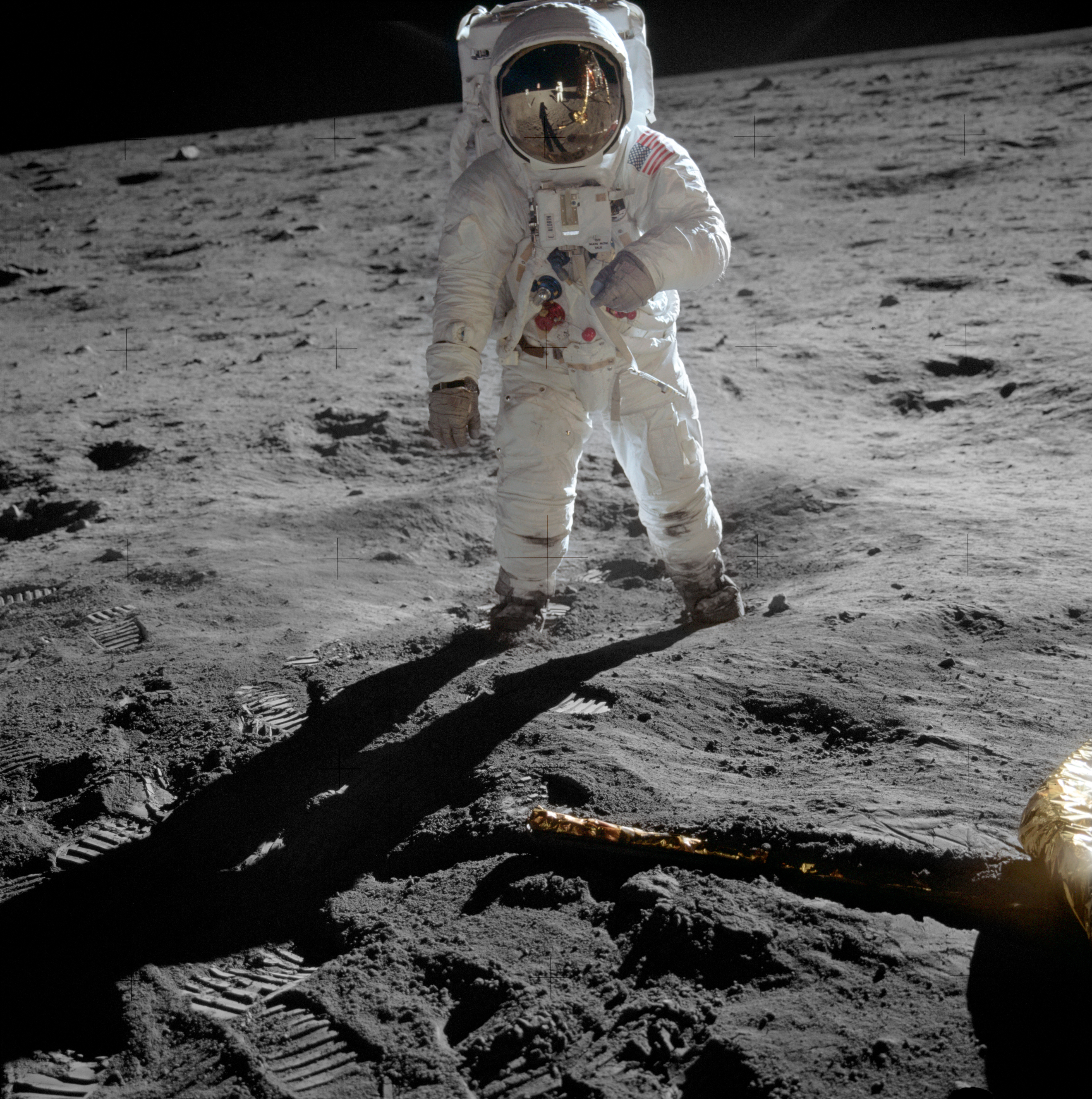
На поверхні Місяця

- 12 квітня 1961 року — здійснений перший політ людини у космос (Юрій Гагарін) на кораблі «Восток-1».
- 12 серпня 1962 року — здійснений перший у світі груповий космічний політ на кораблях «Восток-3» та «Восток-4». Максимальне наближення кораблів склало близько 6,5 км.
- 16 червня 1963 року — здійснений перший у світі політ у космос жінки-космонавта (Валентина Терешкова) на космічному кораблі «Восток-6».
- 12 жовтня 1964 року — здійснив політ перший у світі багатомісний космічний корабель «Восход-1».
- 18 березня 1965 року — здійснений перший в історії вихід людини у відкритий космос. Космонавт Олексій Леонов здійснив вихід у відкритий космос із корабля «Восход-2».
- 21 липня 1969 року — перша висадка людини на Місяць (Ніл Армстронг) у рамках місячної експедиції корабля «Аполлон-11», що доставила на Землю у тому числі й перші проби місячного ґрунту.

## Дослідження планет

### Здійснені або здійснювані місії

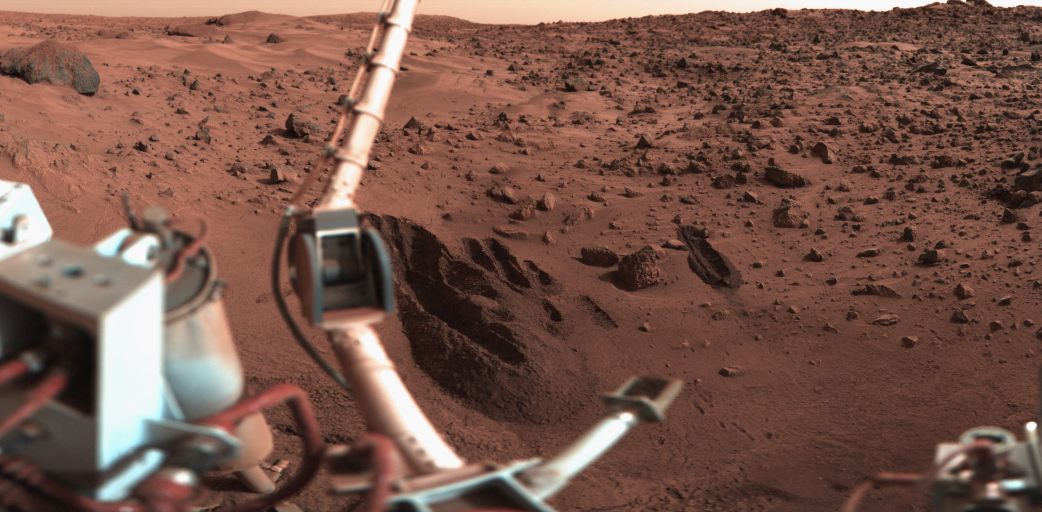
Фотографія поверхні Марса, зроблена під час місії «Вікінг-1».

- 4 січня 1959 року — станція «Луна-1» пройшла на відстані 6000 кілометрів від поверхні Місяця та вийшла на геліоцентричну орбіту. Вона стала першим у світі штучним супутником Сонця.
- 14 вересня 1959 року — станція «Луна-2» вперше у світі досягла поверхні Місяця в районі Моря Ясності поблизу кратерів Аристид, Архімед та Автолік, доставивши прапор із гербом СРСР[4].
- 4 жовтня 1959 року — запущена автоматична міжпланетна станція «Луна-3», яка вперше у світі сфотографувала невидиму з Землі сторону Місяця. Також під час польоту вперше у світі був на практиці здійснений гравітаційний маневр.
- 3 лютого 1966 року — АМС «Луна-9» здійснила першу у світі м'яку посадку на поверхню Місяця, були передані панорамні знімки Місяця.
- 1 березня 1966 року — станція «Венера-3» вперше досягла поверхні Венери та доставила прапор СРСР. Це був перший у світі переліт космічного апарата з Землі на іншу планету.
- 3 квітня 1966 року — станція «Луна-10» стала першим штучним супутником Місяця[5].
- 24 вересня 1970 року — станція «Луна-16» провела забір та подальшу доставку на Землю (станцією «Луна-16») зразків місячного ґрунту. Вона ж — перший безпілотний космічний апарат, що доставив на Землю проби породи з іншого космічного тіла.
- 17 листопада 1970 року — м'яка посадка і початок роботи першого у світі напівавтоматичного дистанційно керованого самохідного апарата, керованого із Землі — «Луноход-1».
- 15 грудня 1970 року — перша у світі м'яка посадка на поверхню Венери — «Венера-7».
- 13 листопада 1971 року — станція «Марінер-9» стала першим штучним супутником Марса.
- 27 листопада 1971 року — станція «Марс-2» вперше досягла поверхні Марса.
- 2 грудня 1971 року — перша м'яка посадка АМС на Марс на «Марс-3».
- 20 жовтня 1975 року — станція «Венера-9» стала першим штучним супутником Венери.
- Жовтень 1975 року — м'яка посадка двох космічних апаратів «Венера-9» та «Венера-10» і перші у світі фотознімки поверхні Венери.
- 7 грудня 1995 року — станція «Галілео» стала першим штучним супутником Юпітера.
- 24 червня 2000 року — станція NEAR Shoemaker стала першим штучним супутником астероїда (433 Ерос).
- 30 червня 2004 року — станція «Кассіні» стала першим штучним супутником Сатурна. 15 вересня 2017 року «Кассіні» увійшов в атмосферу планети.
- 15 січня 2006 року — станція «Стардаст» доставила на Землю зразки комети Вільда 2.
- 17 березня 2011 року — станція MESSENGER стала першим штучним супутником Меркурія. 30 квітня 2015 року станція впала на планету.
- Березень 2012 року — почалася наукова місія GRAIL.
- 6 серпня 2012 року — марсохід «К'юріосіті» здійснив успішну посадку в кратері Ґейла.
- 14 грудня 2013 року — «Чан'е-3» здійснив посадку на півночі Моря Дощів (44,1214° пн. ш. 19,5116° зх. д.), на невисокій гряді, біля краю 450-метрового кратера.
- о 10:00 за Гринвічем 20 січня 2014 року космічний апарат «Розетта» прокинувся від внутрішнього таймера. Сигнал від апарата було прийнято о 18:17 за Гринвічем (19:17 CET). Почалася підготовка до зустрічі з кометою Чурюмова — Герасименко.
- 24 вересня 2014 року — «Мангальян» вийшов на еліптичну орбіту Марса з найближчою точкою на висоті 421,7 км над поверхнею планети і найвіддаленішою 76 993,6 км.
- 6 березня 2015 року — «Dawn» досяг Церери.
- 4 липня 2016 року — після складного маневру гальмування «Юнона» вийшла на орбіту Юпітера.
- 17 жовтня 2016 року — відбулося відокремлення спускного апарата «Скіапареллі» від космічного апарата ExoMars Trace Gas Orbiter, створеного в рамках програми «Екзомарс».
- Січень 2017 року — повідомлено, що зонд «Акацукі» виявив на Венері гігантську хвилю, яка рухається з величезною швидкістю — 360 км/год.
- 27 червня 2018 року — зонд «Хаябуса-2» вийшов на орбіту астероїда. 21 вересня 2018 року здійснено м'яку посадку на поверхню астероїда Рюгу двох модулів Rover-1A і Rover-1B
- 26 листопада 2018 року — приблизно о 19:54 UTC НАСА отримало сигнал про успішну посадку InSight на рівнині Елізій.
- 3 грудня 2018 року — OSIRIS-REx вийшла на 20-кілометрову орбіту навколо астероїда Бенну.
- 3 січня 2019 року — о 2:26 UTC «Чан'є-4» здійснив посадку у кратер Карман (180 км у діаметрі), розташований у басейні Південний полюс — Ейткен на зворотному боці Місяця.
- 2 грудня — Чан'є-5 завершив буріння ґрунту та пакування зразків місячного ґрунту.
- 18 лютого 2021 року — успіх місії Марс 2020 та марсоходу «Персеверанс». Посадка успішно відбулася 18 лютого 2021 року в кратері Єзеро.
- 9 лютого 2021 року — «Марсіанська місія Еміратів» стала першою, яка вийшла на орбіту Марса. Успішний вихід на орбіту Марса зробив ОАЕ другою країною після Індії, якій це вдалося з першої спроби.
- 30 квітня 2021 року — кінець розширеної місії «Нью-Горайзонс». У 2020-ті: зонд матиме змогу здійснити обліт другого ОПК.
- 15 травня 2021 року — успіх марсохода «Тяньвень-1», 22 травня марсохід Чжужун спустився зі спускальної платформи на поверхню Марса і почав свою першу поїздку відправивши на Землю перші фото.
- 11 серпня 2021 року — другий обліт Венери BepiColombo.
- 16 жовтня 2021 року — апарат «Люсі» стартував зі станції на мисі Канаверал у Флориді назустріч із шістьма троянськими астероїдами Юпітера, які обертаються навколо Сонця орбітою Юпітера у точках Лагранжа L4 та L5 — тобто на 60° попереду та на 60° позаду Юпітера. Крім того, однією з цілей є астероїд Головного поясу класу C з великим вмістом металів 52246 Дональдджогансон.

### Майбутні місії

#### Місяць
- CAPSTONE — 2022.
- «Артеміда-1» (Lunar Flashlight, Lunar IceCube, Lunar Polar Hydrogen Mapper, OMOTENASHI, SkyFire, Cislunar Explorers) — 2022.
- «Чандраян-3» — 2022.
- «Луна-25» — 2022.
- Mission One, Nova-C (IM-1), Nova-C (IM-2), XL-1, VIPER (у рамках програми Commercial Lunar Payload Services) — 2022—2023.
- Korea Pathfinder Lunar Orbiter — 2022.
- Smart Lander for Investigating Moon (SLIM) — 2022.
- Emirates Lunar Mission — 2022.
- Blue Ghost — 2023.
- «Артеміда-2» — 2023.
- LOP-G (раніше відома як Deep Space Gateway) — 2024.
- «Чан'е-6» — 2024.
- «Луна-26[ru]» — 2024.
- «Артеміда-3» — 2024.
- «Луна-27[ru]» — 2025.
- «Луна-28[ru]» — 2027.

#### Венера
- «Шукраян-1» — 2024.
- VERITAS — 2028.
- DAVINCI+ — 2029—2030.
- «Венера-Д» — 2029.
- EnVision — 2032.

#### Марс
- «Екзомарс-2022» — 2022.
- EscaPADE — 2024.
- «Мангальян-2[en]» — 2024.
- Martian Moons eXploration[en] — 2024.
- Earth Return Orbiter (ERO) — 2026.
- Sample Fetch Rover (SFR) — 2026.
- Icebreaker Life.

#### Юпітер
- Jupiter Icy Moon Explorer — 2022.
- Europa Clipper — 2024.

#### Сатурн
- Dragonfly — 2027.
- Enceladus Life Finder

#### Малі планети
- DART — 2021.
- NEA Scout.
- «Психея» — 2022.
- «Янус» — 2022.
- Гера — 2023.
- DESTINY+ — 2024.
- «Тяньвень-2» — 2025.
- M-Argo — 2024—2025.
- Comet Interceptor — 2028.

## Витрати на дослідження космосу

### 2022 рік
У 2022 році витрати на космічний сектор у світі становили рекордні 103 млрд дол. — це на 9 % більше, ніж було витрачено у 2021 році. Деякі уряди країн, незважаючи на існуючі загальносвітові проблеми, збільшили свої інвестиції в питання дослідження космосу, щоб і надалі підтримувати розвиток галузі та власні амбіції. Найбільші витрати на космос в 2022 році склали в бюджетах таких країн:
- США — 61,97 млрд дол.
- Китай — 11,94 млрд дол.
- Японія — 4,9 млрд дол.
- Франція — 4,2 млрд дол.
- Росія — 3,42 млрд дол.
- ЕС — 2,6 млрд дол.
- Німеччина — 2,53 млрд дол.
- Індія — 1,93 млрд дол.[6]